# Pino Gasparini
Pino Gasparini (Ascoli Piceno, 22 maart 1946) is een Zwitsers zanger.

## Biografie
Gasparini werd geboren in Italië maar emigreerde op jonge leeftijd naar Zwitserland. In de jaren zestig was hij zanger en gitarist van verschillende bands. Vanaf 1969 werkte hij samen met Pepe Lienhard. In 1985 nam hij samen met Mariella Farré deel aan de Zwitserse preselectie voor het Eurovisiesongfestival. Met het nummer Piano, piano wonnen ze de finale, waardoor hij Zwitserland mocht vertegenwoordigen op het Eurovisiesongfestival 1985, dat gehouden werd in Göteborg. Zwitserland eindigde als twaalfde.
1956: Lys Assia + Lys Assia · 
1957: Lys Assia · 
1958: Lys Assia · 
1959: Christa Williams · 
1960: Anita Traversi · 
1961: Franca di Rienzo · 
1962: Jean Philippe · 
1963: Esther Ofarim · 
1964: Anita Traversi · 
1965: Yovanna · 
1966: Madeleine Pascal · 
1967: Géraldine · 
1968: Gianni Mascolo · 
1969: Paola · 
1970: Henri Dès · 
1971: Peter, Sue & Marc · 
1972: Véronique Müller · 
1973: Patrick Juvet · 
1974: Piera Martell · 
1975: Simone Drexel · 
1976: Peter, Sue & Marc · 
1977: Pepe Lienhard Band · 
1978: Carole Vinci · 
1979: Peter, Sue & Marc & Pfuri, Gorps & Kniri · 
1980: Paola · 
1981: Peter, Sue & Marc · 
1982: Arlette Zola · 
1983: Mariella Farré · 
1984: Rainy Day · 
1985: Mariella Farré & Pino Gasparini · 
1986: Daniela Simmons · 
1987: Carol Rich · 
1988: Céline Dion · 
1989: Furbaz · 
1990: Egon Egemann · 
1991: Sandra Simó · 
1992: Daisy Auvray · 
1993: Annie Cotton · 
1994: Duilio · 
1996: Kathy Leander · 
1997: Barbara Berta · 
1998: Gunvor · 
2000: Jane Bogaert · 
2002: Francine Jordi · 
2004: Piero Esteriore & The MusicStars · 
2005: Vanilla Ninja · 
2006: Six4one · 
2007: DJ BoBo · 
2008: Paolo Meneguzzi · 
2009: Lovebugs · 
2010: Michael von der Heide · 
2011: Anna Rossinelli · 
2012: Sinplus · 
2013: Takasa · 
2014: Sebalter · 
2015: Mélanie René · 
2016: Rykka · 
2017: Timebelle · 
2018: ZiBBZ · 
2019: Luca Hänni · 
2021: Gjon's Tears · 
2022: Marius Bear · 
2023: Remo Forrer · 
2024: Nemo · 
2025: Zoë Më